# Giovanni Tarantini
Giovanni Tarantini (Brindisi, 15 novembre 1805 – Brindisi, 9 febbraio 1889) è stato un presbitero e archeologo italiano.

## Biografia
Dopo aver studiato nel seminario di Brindisi, proseguì i suoi studi a Napoli, dove si laureò in teologia, diritto civile e canonico, seguendo anche corsi di archeologia, lingua ebraica e paleografia.
Tornato a Brindisi, nel 1832 divenne ispettore delle scuole del circondario, carica che mantenne fino al 1860. Insegnò poi nel locale seminario, fino al 1851, e nel 1854 divenne arcidiacono. Nel 1866, condannato per propaganda antiliberale in quanto considerato "borbonico clericale", fu confinato, seppur per pochi mesi, a Torre Santa Susanna. Dopo di che divenne bibliotecario della Biblioteca arcivescovile Annibale de Leo; si dedicò agli studi archeologici e nel 1885 venne nominato Ispettore degli scavi e dei monumenti di Brindisi.
Fu il fondatore del locale Museo civico dove raccolse i preziosi cimeli di antichità che il territorio cominciava a restituire in seguito al rinnovamento urbanistico della città e in occasione di scavi occasionali.
Fu strenuo difensore dei monumenti che il progresso avrebbe potuto distruggere, come la Chiesa di San Giovanni al Sepolcro, il cui restauro fu avviato nel 1878 su suo impulso, e le cripte di San Biagio e San Giovanni nell'agro di San Vito dei Normanni; scoprì inoltre i resti di un ipocausto e di un sudatorium, parte di terme romane a Brindisi. Scrisse anche un'opera sulla Chiesa di Santa Lucia, intitolata Monografia di un antico tempietto cristiano recentemente trovato in Brindisi sotto la chiesa della Trinità, mentre nel 1875 fece restaurare e dichiarare monumento nazionale la chiesa di Santa Maria del Casale.
Fu in corrispondenza con i maggiori studiosi dell'epoca: in particolare trasmise al Mommsen per il suo monumentale Corpus Inscriptionum Latinarum un'ampia raccolta delle epigrafi latine da lui rinvenute in Brindisi; fu in contatto anche con Cosimo De Giorgi, Sigismondo Castromediano, Charles Diehl, Luigi De Simone, Ludovico Pepe. Nel 1872 prese parte al Congresso internazionale di antropologia ed archeologia preistoriche di Bologna, nel 1878 al IV Congresso internazionale degli orientalisti a Firenze, nel 1880 divenne corrispondente dell'Imperiale istituto storico germanico.
Il Museo Diocesano di Brindisi è stato intitolato al suo nome, mentre la biblioteca che ha diretto ospita il corpus delle sue corrispondenze.

## Scritti
- Monografia di un antico tempietto cristiano recentemente trovato in Brindisi sotto la chiesa della Trinità. Lecce 1872
- Di alcune cripte nell'agro di Brindisi. Napoli 1878